# Maxime Leroy
Pour les articles homonymes, voir Leroy.
Maxime Leroy, né le 28 mars 1873 à Paris et mort le 15 septembre 1957 dans la même ville, est un historien et juriste social français.

## Biographie

### Jeunesse et études
Maxime Auguste Joseph Laurent Léon Leroy naît à Paris le 28 mars 1873. Il suit des études de droit à l'université de Nancy, où il obtient son doctorat en 1898. 

### Parcours professionnel
Ami de Victor Griffuelhes et d'Alphonse Merrheim, il consacre ses premiers ouvrages à l'essor du syndicalisme et à son impact juridique et social. En 1909, il fonde à Soorts-Hossegor la Société des amis du lac, où se retrouvent depuis quelques années des écrivains tels que J.-H. Rosny jeune, Paul Margueritte et Gaston Chérau. Membre de la Ligue des droits de l'homme et partisan de la Société des Nations, il participe à de nombreuses réunions internationales et correspond avec Freud et H.G. Wells. 
À partir de 1937, il est professeur à l'École libre des sciences politiques. Son ouvrage le plus important, Histoire des idées sociales en France, paraît en trois volumes entre 1946 et 1954. Il édite pour la Bibliothèque de la Pléiade le Port-Royal de Sainte-Beuve, paru en 1953. Il est élu membre de l'Académie des sciences morales et politiques en 1954.
Il est membre de l’académie des sciences morales et politiques de 1954 à 1957 et de l’association littéraire des amis du lac d'Hossegor.

## Publications
- L'Esprit de la législation napoléonienne, esquisse d'une étude critique (1898).
- Le Code civil et le droit nouveau (1904).
- Le Droit des fonctionnaires (1905).
- Les Transformations de la puissance publique : les syndicats de fonctionnaires (1907).
- La Loi : essai sur la théorie de l'autorité dans la démocratie (1908).
- Syndicats et services publics : histoire de l'organisation ouvrière jusqu'à la C.G.T., les syndicats ouvriers et la loi, la crise des services publics, les associations de fonctionnaires (1909).
- La Coutume ouvrière, syndicats, bourses du travail, fédérations professionnelles, coopératives, doctrines et institutions (2 volumes, 1913).
- L'Alsace-Lorraine, porte de France, porte d'Allemagne (1914).
- L'Ère Wilson : la Société des Nations (1917).
- Les Techniques nouvelles du syndicalisme (1921).
- Vers une république heureuse (1922).
- Henri de Saint-Simon : le socialisme des producteurs (1924).
- La Vie véritable du comte Henri de Saint-Simon : 1760-1825 (1925).
- Les Premiers Amis français de Wagner (1925).
- La Ville française : institutions et libertés locales (1927).
- Fénelon (1928).
- Stendhal politique (1929).
- Descartes, le philosophe au masque (2 volumes, 1929).
- Descartes social (1931).
- La Société des Nations. Guerre ou paix ? (1932).
- Taine (1933).
- Introduction à l'art de gouverner (1935).
- Hossegor (1936). Réédition : Le Livre d'histoire, Paris, 2002.
- Les Tendances du pouvoir et de la liberté en France au XXe siècle (1937).
- Le Mythe du phénix dans les littératures grecque et latine (1939). Avec Jean Hubaux.
- La Pensée de Sainte-Beuve (1940).
- La Politique de Sainte-Beuve (1941).
- Histoire des idées sociales en France (3 volumes, 1946-1954).
- Le Socialisme (3 volumes, 1947).
- Vie de Sainte-Beuve (1947).
- Les Précurseurs français du socialisme de Condorcet à Proudhon, textes réunis et présentés par Maxime Leroy (1948).
- Notice sur la vie et les travaux de Jacques Lacour-Gayet (1883-1953), Paris, Firmin-Didot et Cie, 1956 (lue dans la séance du 20 février 1956 de l'Académie des sciences morales et politiques).